# Heinz-Gert Freimuth

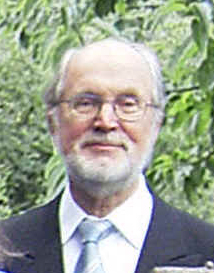
Heinz-Gert Freimuth (2004)

Heinz-Gert Freimuth (* 2. November 1939 in Recklinghausen; † 22. Januar 2009 in Münster) war ein deutscher Chorleiter und Komponist.

## Biografie
Heinz-Gert Freimuth studierte Kirchenmusik und Katholische Theologie in Darmstadt, Hamburg, Köln und Münster. Er erwarb ein Zusatzdiplom in Gesang, Kompositionslehre und Dirigieren. Seine erste Anstellung erhielt er 1964 als Organist und Chorleiter an der Propsteikirche St. Peter in seiner Heimatstadt Recklinghausen, bevor er 1973 als erster Laie und jüngster Domchorleiter an den St.-Paulus-Dom zu Münster berufen wurde. An der Kathedralkirche wurde er im Januar 2005 pensioniert.
Sein Wirken in Liturgie und Konzert konzentrierte sich in Münster zunächst auf den Domchor sowie auf die Gründung und Leitung einer Knabenschola seit 1974 und einer Mädchenkantorei seit 1992. Später stellte er weitere sechs Vokalensembles zusammen.
Seine Tätigkeit am Dom war eng mit der Priester- und C-Kirchenmusikerausbildung des Bistums sowie der Mitgliedschaft in Kommissionen verbunden.
Seit 1980 war Heinz-Gert Freimuth zeitweilig Lehrbeauftragter für Gesang in der Liturgie an der Westfälischen Wilhelms-Universität Münster.
Er leitete zusätzlich den Kammerchor consortium vocale münster und den Städtischen Musikverein Coesfeld.
Freimuths Kompositionsschaffen war von der Praxis bestimmt und richtete sich nach den jeweils gestellten Aufgaben. Als freier Mitarbeiter war er bei Zeitungen und Zeitschriften tätig und veröffentlichte Artikel im Internet. Außerdem sprach er Wortbeiträge für den Rundfunk, in denen er geistliche Musik erschloss. Freimuth lebte in Münster-Amelsbüren.